# Croix de cimetière de Trémauville
La croix de cimetière de Trémauville est un monument situé à Trémauville, en Normandie.

## Localisation
La croix est située dans le cimetière du village.

## Historique
La croix est datée de 1623.
Le monument est inscrit comme monument historique depuis le 7 décembre 1970.

## Description
La croix est en pierre blanche et grès. Elle comporte sur le fût des représentations de têtes, un oiseau et un bœuf. En haut se trouvent des lys et le monogramme du roi Louis XIII.